# 趙舒翹

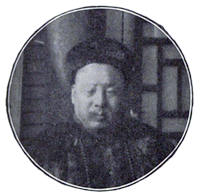
趙舒翹

趙 舒翹（ちょう じょぎょう、Zhào Shūqiáo、1848年 - 1901年）は、清末の官僚。字は展如、号は琴舫、晩号は慎斎。陝西省西安出身。
同治13年（1874年）に進士となり、刑部主事となった。光緒8年（1882年）より刑部員外郎、湖広司郎中、鳳陽知府、浙江温州道、浙江布政使を歴任し、光緒21年（1895年）に江蘇巡撫となった。光緒23年（1897年）に北京に召しだされ、刑部左侍郎兼礼部左侍郎となり、翌24年（1898年）に刑部尚書に昇進した。光緒25年（1899年）、総理各国事務衙門大臣・軍機大臣となった。
光緒26年（1900年）、義和団の乱が発生すると大学士剛毅（ガンイ）と共に調査に当たった。趙舒翹は「拳民恃むべからず」と考えたが、剛毅の意見に押され「これを用いるべし」との上奏を提出した。その結果8ヶ国連合軍が北京を陥落させ、西太后は西安に逃亡することになった。北京議定書調印にあたり、連合軍は趙舒翹を戦犯に指名し、清側に厳罰を迫った。西太后は当初は革職留任を考えていたが、やがて斬罪に変更された。これを聞いた西安の人々が助命を請うたため服毒自殺に変更され、光緒27年（1901年）に自殺した。
趙舒翹は刑部にあった時、法の執行に謹厳で、圧力に屈せず、多くの冤罪を明らかにして無実の人を救ったという。